# マイク・マギリー
マイケル・ヘンリー・マギリー（Michael Henry McGeary, 1850年11月16日 - 1933年10月6日）は、アメリカ合衆国ペンシルベニア州フィラデルフィア出身のプロ野球選手（内野手）。

## 経歴
ナショナルリーグ発足以前のナショナル・アソシエーション時代の1871年にトロイ・ヘイメイカーズとプロ契約し、翌年フィラデルフィア・アスレチックス (現在のオークランド・アスレチックスとは異なる)に移る。1876年にナショナルリーグが発足するとセントルイス・ブラウンストッキングスに入団。その後3球団を渡り歩き、1882年に引退した。
特筆すべきは三振の少なさであり、1876年の年間三振率（打数÷三振数で、1三振するのに要する打数を表す）の276.00（276打数で1三振）はメジャーリーグ史上最高の数字である（20世紀以降ではジョー・シーウェルの167.70が最高）。記録があるナショナル・アソシエーション時代は二桁盗塁を4度記録している。短距離・中距離打者が多かった、この時代の特色もあり、長打は極めて少なく、通算本塁打は0本。

### タイトル
- 盗塁王：1回（1871年）